# Dentimachus
Dentimachus is een geslacht van insecten uit de orde vliesvleugeligen (Hymenoptera) en de familie Ichneumonidae.

## Soorten
- D. glabrus Kaur, 1989
- D. guanshanicus Sun & Sheng, 2011
- D. henanicus Sheng, 2009
- D. himalayaensis Kaur, 1986
- D. nipponensis Kaur, 1989
- D. pallidimaculatus Kaur, 1989
- D. politus (Habermehl, 1922)
- D. rufiabdominalis Kaur, 1989